# 하칸 쉬퀴르
하칸 쉬퀴르(튀르키예어: Hakan Şükür, 1971년 9월 1일, 튀르키예 사카리야 ~ )는 튀르키예의 은퇴한 축구 선수로, 포지션은 스트라이커였다. 튀르키예 팬들은 그를 "왕"(튀르키예어: Kral)이라고 불렀다. 줄곧 팀 동료였던 게오르게 하지와 함께 2000년에 열린 UEFA 컵에서 갈라타사라이의 우승을 이끌었다. 하칸 쉬퀴르는 이때 리즈 유나이티드와의 경기에서 상대 수비진을 뚫고 득점에 성공하여 팀을 결승전으로 이끌었고, 아스널과의 결승전 경기에서도 승부차기 키커로 나서 성공시켰다.
쉬퀴르는 1990년대에 여덟 시즌 동안 갈라타사라이에서 선수 생활을 하였으며 2000년에 인테르나치오날레로 이적한다. 2002년에는 잠시 파르마에서 뛰다가 블랙번 로버스로 이적한다. 쉬퀴르는 2003년에 다시 갈라타사라이로 돌아왔고 2008년 은퇴를 선언하였으며 2003년 K리그 진출을 타진했지만 역시 같은 시기 K리그 진출을 타진했음에도 높은 연봉을 감당하지 못해 좌절된 음보마와 같은 사유(높은 연봉을 감당하지 못한 것) 뿐 아니라 고령의 나이 때문에 무산됐다.
쉬퀴르는 지난 유로 2000 대회에서 터키의 주전 공격수로 출전했고, 벨기에와의 최종전에서 두 골을 기록하고 그 경기의 공식 맨 오브 더 매치에 선정됐다. 그리고 이후 2002년 FIFA 월드컵에 주장으로 참가했고 한동안 득점을 올리지 못하다가 대한민국과의 3, 4위전에서 처음으로 득점했는데, 이 골은 역대 FIFA 월드컵 본선에서 가장 빠른 시간에 터진 골이기도 했다. 경기 시작 직후 홍명보가 실수한 것을 놓치지 않고 달려든 쉬퀴르는 경기 시작 후 10.8초만에 득점을 올렸다. 이 활약으로 쉬퀴르는 이 경기의 공식 맨 오브 더 매치에 선정됐었다.
쉬퀴르는 2006년 FIFA 월드컵 유럽 지역 예선의 우크라이나와의 경기에서 A매치 100경기째 출장을 기록하였다. 쉬퀴르는 대표팀에서 은퇴하기 전까지 112경기 출장을 기록했는데, 이 기록은 튀르키예 선수 중 뤼슈튀 레치베르(튀르키예어: Rüştü Reçber)에 이어 2번째로 많이 출전한 기록이다.
2007년 3월 9일 쉬퀴르는 클럽 경기에서의 241번째 골을 넣어 탄주 촐라크(Tanju Çolak)의 튀르키예 축구 리그 최다골 기록을 갱신하였다. 파니오니오스와의 UEFA 컵 경기 이후 쉬퀴르는 이번 시즌을 끝으로 갈라타사라이를 떠난다고 밝혔고 시즌이 끝난 후 결국 은퇴를 선언하였다.

## 수상

### 클럽
사카이라스포르
- 1987-88 터키컵 우승

 부르사스포르
- 1992년 챈슬러컵 우승

 갈라타사라이
- 쉬페르리그 : 1992-93, 1993-94, 1995-96, 1997-98, 1998-99, 1999-00, 2005-06, 2007-08
- 튀르키예컵 : 1992-93, 1995-96, 1998-99, 1999-00, 2004-05
- 프레지던트컵 : 1993, 1996, 1997
- TSYD컵 : 1993, 1998, 1999, 2000
- 1995년 챈슬러컵 우승
- 1999-00 UEFA컵 우승

 인테르나치오날레
- 2000년 수페르코파 이탈리아나 우승

 파르마
- 2001-02 코파 이탈리아 우승

### 국가대표팀
- 1993년 지중해 경기 대회 우승
- 2002년 FIFA 월드컵 3위

### 개인
- 쉬페르리그 득점왕 : 1996-97, 1997-98, 1998-99
- UEFA 유로 2000 조별리그 맨 오브 더 매치 (vs 벨기에)
- 2002년 FIFA 월드컵 3, 4위전 맨 오브 더 매치 (vs 대한민국)
- UEFA 주빌리 어워드 : 2004

## 같이 보기
- A매치 100경기 이상 출전한 축구 선수 명단